# Wiebusch-Hedfeld
Wiebusch-Hedfeld ist eine Hofschaft in Halver im Märkischen Kreis im Regierungsbezirk Arnsberg in Nordrhein-Westfalen (Deutschland).

## Lage und Beschreibung

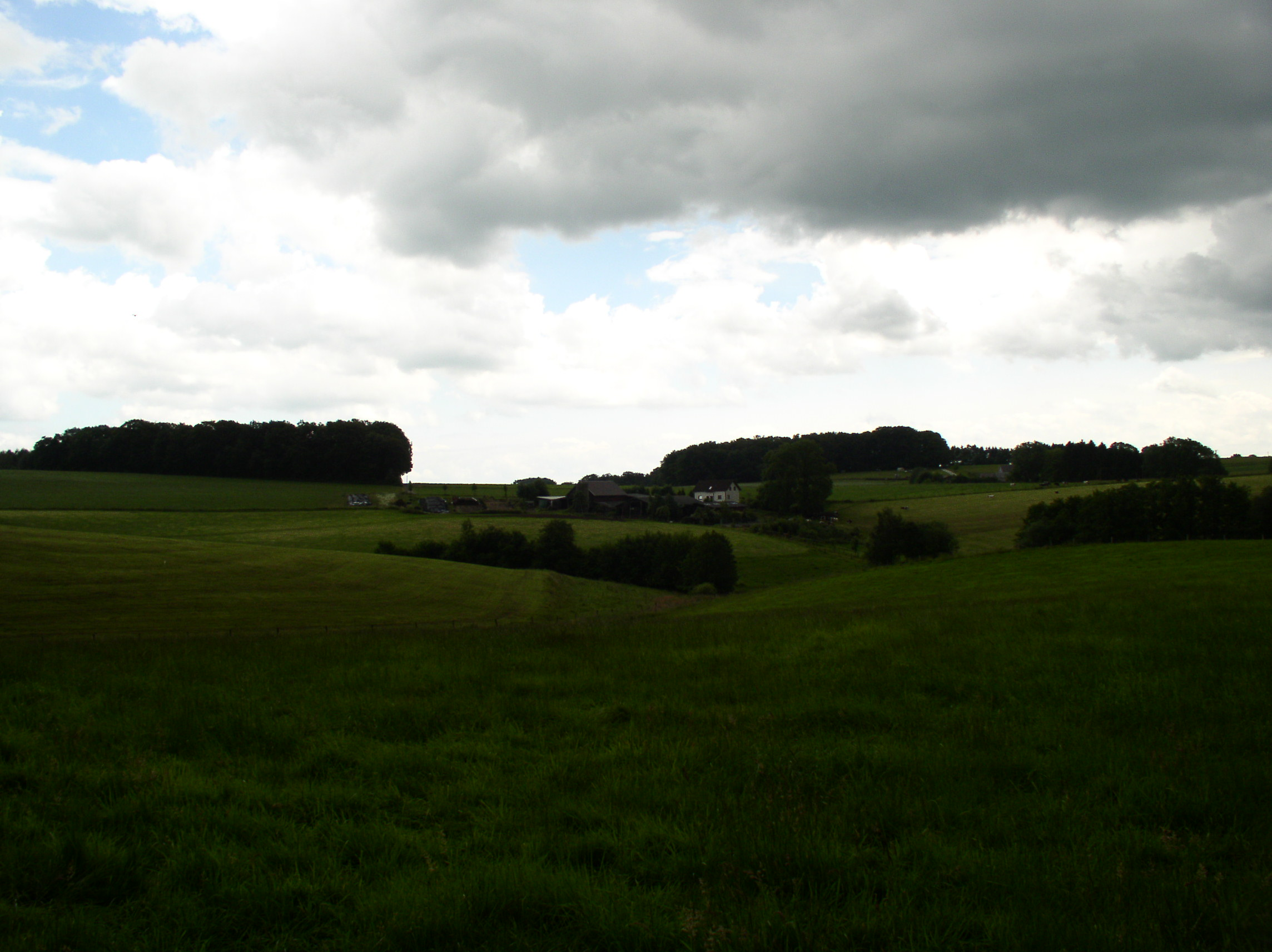
Wiebusch-Hedfeld von Westen

Wiebusch-Hedfeld liegt auf 366 Meter über Normalnull im südwestlichen Halver an der Stadtgrenze zu Wipperfürth. Nachbarorte sind Auf dem Wiebusch, Heinken-Hedfeld, Vorst, Berken und der Wipperfürther Ort Erlen. 
Der Ort ist über eine Zufahrt von der Kreisstraße K30 zwischen Kreuzberg und Anschlag zu erreichen. Südwestlich erhebt sich mit 378,8 Meter über Normalnull der Kollenberg, nordöstlich eine weitere Anhöhe mit 398,8 Meter. Am Ort fließt der Wiebusch-Hedfelder Bach vorbei, ein Zufluss der Neye (I).

## Geschichte
Wiebusch-Hedfeld wurde erstmals 1480 urkundlich erwähnt, die Entstehungszeit der Siedlung wird aber für den Zeitraum zwischen 700 und 800 während der sächsisch-fränkischen Grenzauseinandersetzungen vermutet. Somit gehört Wiebusch-Hedfeld zu den frühen Siedlungen auf dem Stadtgebiet.
1818 lebten sechs Einwohner im Ort. Laut der Ortschafts- und Entfernungs-Tabelle des Regierungs-Bezirks Arnsberg wurde Wiebusch-Hedfeld unter dem Namen Wiebuschhedfeld als Ackergut kategorisiert und besaß 1838 eine Einwohnerzahl von zehn, allesamt evangelischen Glaubens. Der Ort gehörte zu dieser Zeit der Lausberger Bauerschaft innerhalb der Bürgermeisterei Halver an und besaß ein Wohnhaus und drei landwirtschaftliche Gebäude.
Das Gemeindelexikon für die Provinz Westfalen von 1887 gibt eine Zahl von neun Einwohnern an, die in einem Wohnhaus lebten.
An Wiebusch-Hedfeld verlief südlich auf der Trasse der heutigen Kreisstraße eine Altstraße von Köln über Wipperfürth, Halver, Lüdenscheid, Werdohl und Arnsberg nach Soest vorbei, ein bedeutender frühmittelalterlicher (nach anderen Ansichten bereits vorgeschichtlicher) Handels-, Pilger- und Heerweg.